# Retablo de Nuestra Señora de la Antigua

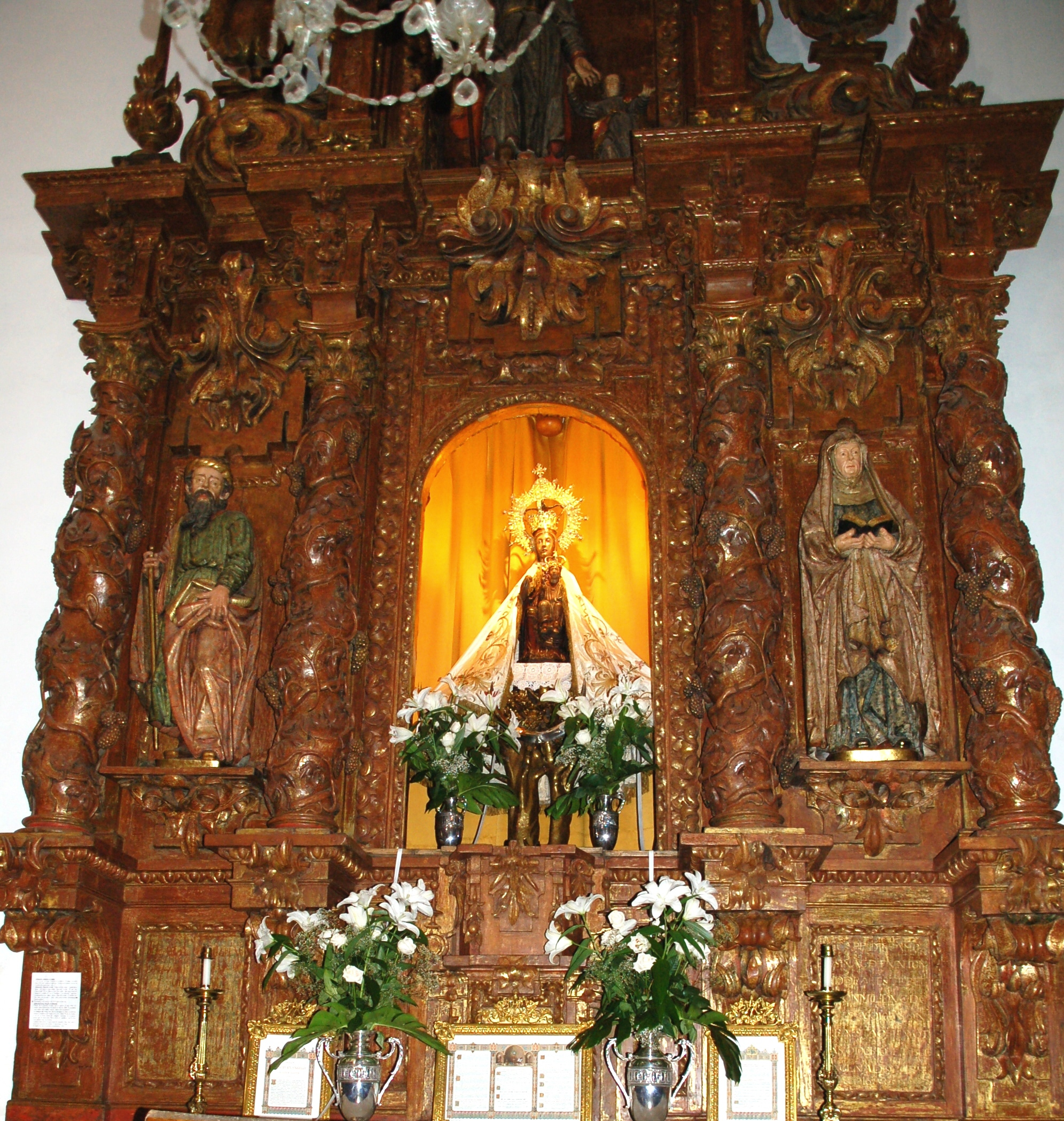
Retablo en la basílica de Lequeitio, Vizcaya.

El retablo de Nuestra Señora de La Antigua es un retablo barroco español de la Basílica de la Asunción de Nuestra Señora de Lequeitio, en Vizcaya.
La devoción a Nuestra Señora de La Antigua ha sido manifestada a través de los siglos por los lequeitianos y los pueblos circundantes, lo que llevó a la construcción de este retablo en la parte izquierda de la girola de la basílica. La Virgen de La Antigua, una de las advocaciones de la Virgen María, es una de las imágenes más apreciadas de la basílica lequeitiana, siendo la única imagen mariana de su época que sigue recibiendo culto público. Anteriormente, se la veneraba en un altar adosado a la pared que cerraba la nave lateral izquierda del templo, junto al ábside.

## Arquitectura y escultura
El retablo es de autoría Andrés de Lecumberri, vecino de Elgóibar, Guipúzcoa. Artífice más enriquecedor como ejemplo de la vida de los artistas de la época que por su obra con ser esta muy interesante, su documentación informa que fue alcalde de Elgóibar en 1690 y que emigró a América, fenómeno más frecuente entre los artistas del sur de España.
- Las esculturas: Cuando ordenaron examinar el dorado del retablo se acordó hacer los bultos laterales.

## Pintura y policromía
- El retablo: Autor, Nicolás de Oxinaga, pintor-dorador, vecino de Lequeitio. El 17-09-1683 los patronos de la iglesia ordenaron que se revisase el trabajo.

- Las esculturas: La obra del dorado pudo ser tachada por Miguel de Brevilla, pintor-dorador, vecino de Ondárroa.

## Estructura y decoración
La estructura consta de banco, cuerpo y ático, dividido en tres calles con soportes salomónicos con vides y machones en el remate. El movimiento lo logra a través del avance de los soportes y el retroceso de las calles. Hornacina central abierta, cuadrada la del ático y las laterales reducidas a simples marcos de hojarasca. Machón curvo sobre la caja del cimal.
- La decoración: Estilizada con jarrones, aletones laterales con remate de espejo con marco vegetal, cartelas , tallos y hojas enroscados simétricamente.

- Sagrario: Pieza de planta cuadrada y dos pisos inserto en el banco. La puerta se sitúa dentro de un marco acodillado y carece de decoración.

## Iconografía
- Las esculturas: San Joaquín, Virgen de La Antigua, Santa Ana y encima de ellos San José con el Niño de la mano.